# Cynoglossum dioscoridis
Cynoglossum dioscoridis là loài thực vật có hoa trong họ Mồ hôi. Loài này được Vill. mô tả khoa học đầu tiên năm 1779.